# Gian Michele Graf

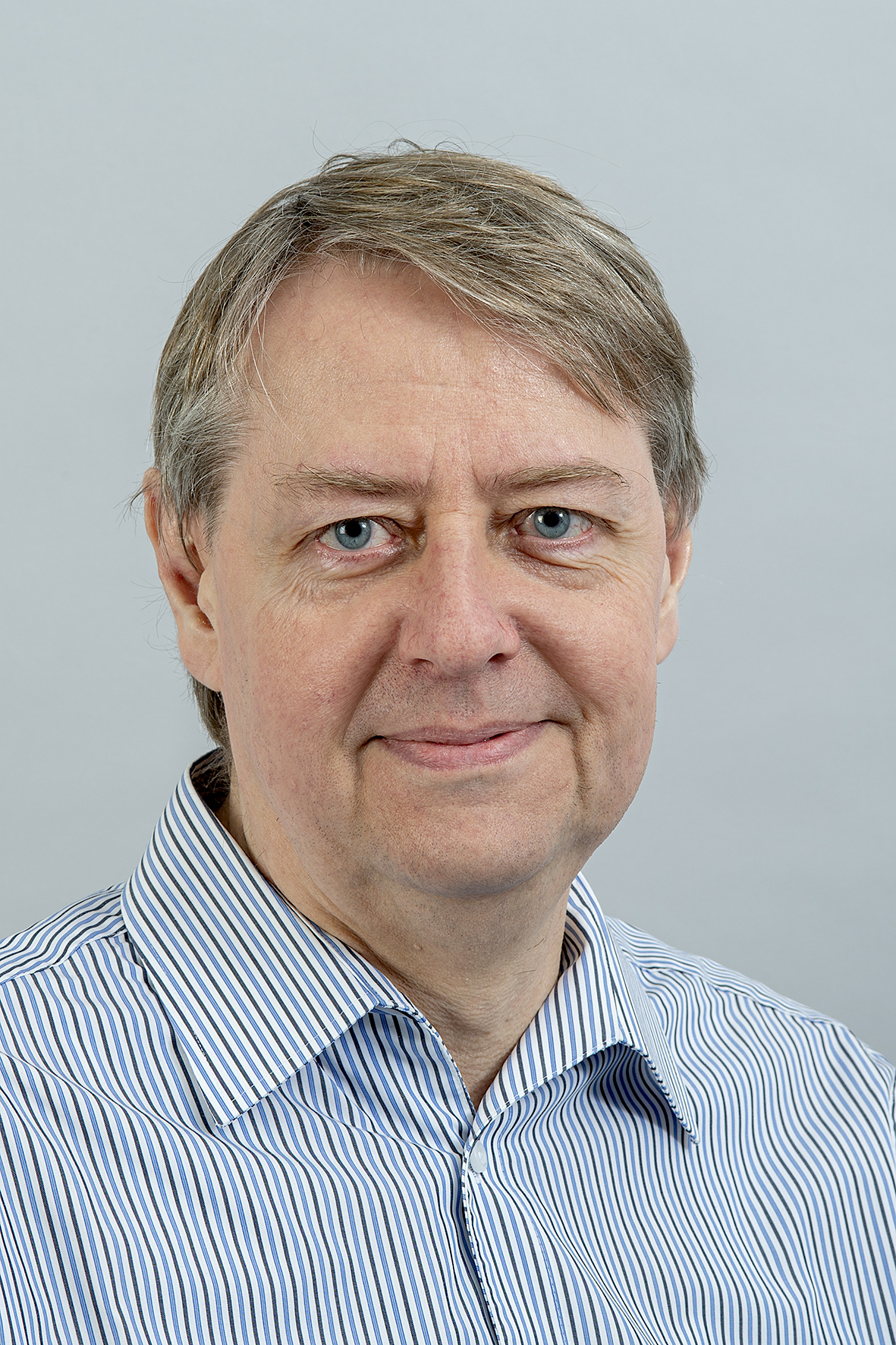
Gian Michele Graf (2019)

Gian Michele Graf (* 14. Juli 1962) ist ein Schweizer mathematischer Physiker. Er ist Professor an der ETH Zürich.
Graf studierte Physik und Mathematik an der ETH Zürich, an der er 1986 sein Diplom bei Jürg Fröhlich erwarb und 1990 bei Walter Hunziker promoviert wurde. Danach war er Assistant Professor für Mathematik am Caltech und ab 1992 Assistenzprofessor für theoretische Physik an der ETH, an der er 2001 eine volle Professur erhielt.
1995/96 war er am Institute for Advanced Study.
1992 war er Sloan Fellow. 1998 war er Gastredner auf dem Internationalen Mathematikerkongress in Berlin (Stability of Matter in classical and quantized fields).
Er befasste sich mit grundlegenden thermodynamischen Eigenschaften der Materie (insbesondere Fragen aus dem Umfeld des Problemkreises der Stabilität der Materie nach Elliott Lieb u. a., wobei er u. a. mit Jürg Fröhlich zusammenarbeitete), Vielteilchenstreuprozessen in der Quantenmechanik, Quanten-Pumpen und verschiedenen Problemen der Festkörperphysik wie dem Quanten-Hall-Effekt und Topologischer Isolatoren.
Graf ist Bürger von Lugano und Rebstein.